# 朝比奈泰以
朝比奈 泰以（あさひな やすもち）は、室町時代後期から戦国時代にかけての武将。今川氏の家臣。

## 生涯
永正9年（1512年）、兄・朝比奈泰煕が死去し、その子である泰能が家督を継ぐと、泰以は泰能の後見を務めた。
今川氏は遠江国の支配権をかけて同国守護・斯波義達と敵対していた。翌10年（1513年）には、甥の名代として朝比奈軍を率い参戦。井伊直平や曳馬城主・大河内貞綱らの斯波軍との戦いでは、これに勝利した。
永正15年（1518年）8月3日死去。泰以には男子が無く系統は絶えた。